# Tsaratanana (Mandritsara)
Tsaratanana is een plaats en commune in het noorden van Madagaskar, behorend tot het district Mandritsara, dat gelegen is in de regio Sofia. Tijdens een volkstelling in 2001 telde de plaats 18.100 inwoners.
De plaats biedt enkel lager onderwijs aan. 50 % van de bevolking werkt als landbouwer en 49 % houdt zich bezig met veeteelt. Het belangrijkste landbouwproduct is rijst; andere belangrijke producten zijn suikerriet en maniok. Verder is 1% actief in de dienstensector.